# Ómar Guerra
Ómar Alfredo Guerra Castilla (Valledupar, Cesar; 11 de mayo de 1981) es un exfutbolista colombiano. Jugaba como mediocampista ofensivo.
Marcó su gol 100 jugando para Uniautónoma contra La Equidad en el Estadio Metropolitano Roberto Melendez en la fecha 19 del Torneo Finalización 2015 al minuto 93' del encuentro de tiro penal, el arquero rival era Cristian Bonilla. Ese día "Rivaldito" jugaría su último partido como jugador profesional tras 16 años de actividad.

## Trayectoria
Se inició en el segundo semestre de 1999 y el día que debutó hizo un gol. Marcó 16 goles en su estadía inicial en el equipo albiazul. Luego fue prestado al Deportivo Pereira en el primer semestre del 2004. Luego regresó a Millonarios sin mucho éxito. Fue transferido al Aucas de Ecuador a mediados del 2005 y allí le fue muy bien, marcando 17 goles. Luego jugó también en El Deportivo Cuenca con éxito, marcando 8 goles en el 2006, lo que le valió ser fichado por el Deportivo Quito en el 2007, donde marcó 6 goles, para completar 31 goles en su paso por la liga ecuatoriana, Sufrió una lesión a mediados del año 2007, que cortó su trayectoria en el fútbol de Ecuador. en el 2008 regreso al equipo que lo vio nacer, Millonarios, sin embargo no pudo jugar ningún partido de la Categoría Primera A, apenas jugó un partido de la Copa Colombia 2008. En el 2009 jugò en el equipo Técnico Universitario de Ambato Ecuador, donde marcó 16 goles.
Ahora fue comprado por la Universidad Católica para la temporada 2010. En el 2011 el Deportivo Cuenca de Ecuador lo contrató a préstamo por 1 año con opción de compra, pero rescindió su contrato por no ser considerado por el entrenador del club ecuatoriano.
En julio del 2011 el volante colombiano parte a Chile, para jugar en el Santiago Morning de la Primera División de Chile, con el cual disputará el Torneo de Clausura del fútbol chileno 2011, iniciando de esta forma su paso por tierras chilenas. Para la temporada 2012 2013 militó para el club Macara de Ecuador 
Recomendado por el hombre que clasificó a Honduras a la Copa Mundial 2010, Reinaldo Rueda, llegó al Club Deportivo Olimpia, uno de los mejores equipos de Centroamérica.

## Clubes
| Club                  | País                | Temporada                | Partidos | Goles' |
| --------------------- | ------------------- | ------------------------ | -------- | ------ |
| Millonarios           | Colombia            | 1999-2003 2004-2005 2008 | 107      | 16     |
| Deportivo Pereira     | Colombia            | 2004-l                   | 11       | 1      |
| Aucas                 | Ecuador             | 2005                     | 25       | 17     |
| Deportivo Cuenca      | Ecuador             | 2006                     | 28       | 8      |
| Deportivo Quito       | Ecuador             | 2007                     | 17       | 6      |
| Técnico Universitario | Ecuador             | 2009                     | 30       | 16     |
| Universidad Católica  | Ecuador             | 2010                     | 36       | 12     |
| Deportivo Cuenca      | Ecuador             | 2011                     | 15       | 0      |
| Santiago Morning      | Chile               | 2011                     | 1        | 0      |
| Macará                | Ecuador             | 2012-2013                | 83       | 15     |
| Olimpia               | Honduras            | 2014                     | 42       | 8      |
| Uniautónoma           | Colombia            | 2015                     | 22       | 1      |
| Total en su carrera   | Total en su carrera | Total en su carrera      | 417      | 100    |

## Palmarés

### Campeonatos internacionales
| Título          | Club    | País     | Año  |
| --------------- | ------- | -------- | ---- |
| Torneo Clausura | Olimpia | Honduras | 2014 |

| Título          | Club        | País     | Año  |
| --------------- | ----------- | -------- | ---- |
| Copa Merconorte | Millonarios | Colombia | 2001 |